# Gareth Williams (acteur)
Pour les articles homonymes, voir Williams et Gareth Williams.
Gareth Williams est un acteur américain.

## Biographie
Gareth Williams a étudié l'art dramatique à New York avec Uta Hagen. Au cinéma, il a notamment joué dans Volcano (1997), The Cell (2000) et Hollywoodland (2006). Il est apparu dans de nombreuses séries télévisées et a joué des rôles récurrents dans Dawson et The Shield.

## Filmographie

### Cinéma
- 1992 : Malcolm X : un journaliste
- 1993 : Piège en eaux troubles : Chick Chicanis
- 1997 : Volcano : Pete
- 1997 : Pleins feux sur le président : Clay Ripple
- 1997 : Le Damné (Playing God) : Phelps
- 1999 : La neige tombait sur les cèdres : l'agent du FBI
- 2000 : The Cell : le père de Stargher
- 2001 : Texas Rangers : La Revanche des justiciers : Vic
- 2006 : Hollywoodland : Del
- 2008 : Keith : Henry
- 2014 : Le Second Souffle : Bruce
- 2016 : 20th Century Women de Mike Mills : Chef des pompiers
- 2017 : Love After Love de Russell Harbaugh

### Télévision
- 1995 : Dingue de toi (série télévisée, saison 3 épisode 22) : Mikey
- 1996 : Nash Bridges (série télévisée, saison 2 épisode 12) : Jackson Moore
- 1998 : De la Terre à la Lune (mini-série) : Jim Irwin
- 1998-2002 : Dawson (série télévisée, 7 épisodes) : Mike Potter
- 2000 : Angel (série télévisée, saison 2 épisode 4) : Mr Chaulk
- 2000 : Sarah (Time of Your Life) : Gordon Knowles
- 2001 : Boston Public (série télévisée, saison 2 épisode 5) : Mr Glynne
- 2002 : The Practice : Bobby Donnell et Associés (série télévisée, saison 7 épisode 5) : Mr Emerson
- 2004 : Les Experts : Miami (série télévisée, saison 2 épisode 21) : Ronald
- 2004 : The Shield (série télévisée, 7 épisodes) : inspecteur Walon Burke
- 2005 : Cold Case : Affaires classées (série télévisée, saison 3 épisode 3) : Ian McGowan
- 2006 : Numbers (série télévisée, saison 3 épisode 7) : Baker
- 2007 : Esprits criminels (série télévisée, saison 2 épisode 21) : Tim Harrison
- 2008 : Mad Men (série télévisée, saison 2 épisode 7) : Mr Wheatley
- 2009 : Castle (série télévisée, saison 2 épisode 2) : Wesley Grovner
- 2011 : Spartacus : Les Dieux de l'arène : Vettius
- 2012 : Les Experts : Manhattan (série télévisée, saison 9 épisode 8) : Frank Stevenson
- 2014 : Hawaii 5-0 (série télévisée, saison 5 épisode 2) : Alan Pollard